# 科列尼夫卡 (奧夫魯奇區)
51°18′49″N 28°43′51″E / 51.31361°N 28.73083°E
科列尼夫卡（烏克蘭語：Коренівка），是烏克蘭北部的村莊，隸屬日托米爾州的科羅斯滕區。該村面積78平方公里，海拔高度159米，2001年人口216，人口密度每平方公里2.77人。